# Cantón de Satillieu
El cantón de Satillieu era una división administrativa francesa, que estaba situada en el departamento de Ardecha y la región de Ródano-Alpes.

## Composición
El cantón estaba formado por diez comunas:
- Ardoix
- Lalouvesc
- Préaux
- Quintenas
- Saint-Alban-d'Ay
- Saint-Jeure-d'Ay
- Saint-Pierre-sur-Doux
- Saint-Romain-d'Ay
- Saint-Symphorien-de-Mahun
- Satillieu

## Supresión del cantón de Satillieu
En aplicación del Decreto nº 2014-148 de 13 de febrero de 2014, el cantón de Satillieu fue suprimido el 22 de marzo de 2015 y sus 10 comunas pasaron a formar parte del nuevo cantón de Lamastre.